# Болотяний папужка
Болотяний папужка (Pezoporus) — рід папуг родини Psittaculidae. Рід містить три види, що мешкають у степах та луках Австралії та Тасманії. Всі види ведуть наземний спосіб життя. Тіло завдовжки 25-33 см. Забарвлення тіла зелене із чорними поперечними смугами.

## Види
- Рід Pezoporus
  - Pezoporus flaviventris
  - Pezoporus occidentalis — папужка жовточеревий
  - Pezoporus wallicus — папужка болотяний